# Giuliana Minuzzo
Giuliana Minuzzo, Giuliana Chenal Minuzzo (ur. 26 listopada 1931 w miejscowości Marostica, zm. 11 listopada 2020) – włoska narciarka alpejska, dwukrotna medalistka olimpijska oraz trzykrotna medalistka mistrzostw świata.

## Kariera
Pierwszy sukces w karierze Giuliana Minuzzo osiągnęła w 1949, kiedy zdobyła brązowy medal w zjeździe podczas mistrzostw kraju. W tym samym roku wygrała międzynarodowe zawody Coppa Foemina w Abetone. W 1951 zdobyła pierwszy tytuł mistrzyni Włoch zwyciężając w gigancie. Rok później wystartowała na igrzyskach olimpijskich w Oslo, zdobywając brązowy medal w biegu zjazdowym. W zawodach tych wyprzedziły ją jedynie Austriaczka Trude Jochum-Beiser oraz Annemarie Buchner z RFN. Na tej samej imprezie była także ósma w slalomie oraz dwudziesta w gigancie. Podczas rozgrywanych cztery lata później igrzysk w Cortinie d’Ampezzo Włoszka dwukrotnie zajmowała czwarte miejsce. Najpierw tuż za podium znalazła się w slalomie, walkę o podium przegrywając 0,1 sekundy z Jewgieniją Sidorową z ZSRR. Następnie była czwarta w zjeździe, w którym w walce o brąz lepsza o 1,4 sekundy okazała się Lucile Wheeler z Kanady. Igrzyska w Cortinie d’Ampezzo były równocześnie mistrzostwami świata, jednak kombinację rozgrywano tylko w ramach drugiej z tych imprez. W konkurencji tej Minuzzo zdobyła brązowy medal, ulegając jedynie dwóm Szwajcarkom: Madeleine Berthod oraz Friedzie Dänzer. Włoszka brała także udział w igrzyskach w Squaw Valley w 1960, zdobywając kolejny medal. Zajęła tam trzecie miejsce w gigancie, plasując się za Szwajcarką Yvonne Rüegg oraz Penny Pitou z USA. Na tej samej imprezie była też dziesiąta w slalomie.
Włoszka trzykrotnie wygrywała podczas zawodów SDS-Rennen w szwajcarskim Grindelwald: w kombinacji w 1953 oraz slalomie w latach 1955 i 1961. Dwukrotnie zwyciężała w slalomie na zawodach cyklu Arlberg-Kandahar: w 1953 w austriackim St. Anton oraz dwa lata później w szwajcarskim Mürren. Wygrała również giganta w ramach zawodów Silberkrugrennen w Bad Gastein. W przeciągu kariery wywalczyła łącznie szesnaście medali mistrzostw Włoch, w tym dziewięć złotych: w slalomie w latach 1953, 1955, 1959 i 1963, zjeździe w latach 1952, 1953 i 1955 oraz w gigancie w latach 1951 i 1953.
Po zakończeniu kariery w 1963 prowadziła sklep sportowy w miejscowości Cervinia.
Podczas igrzysk w 1956 została pierwszą kobietą w historii, która złożyła ślubowanie olimpijskie. Brała także udział w ceremonii otwarcia rozgrywanych 50 lat później igrzysk olimpijskich w Turynie.

## Osiągnięcia

### Igrzyska olimpijskie
| Miejsce | Dzień       | Rok  | Miejscowość       | Konkurencja | Czas biegu | Strata | Zwyciężczyni         |
| ------- | ----------- | ---- | ----------------- | ----------- | ---------- | ------ | -------------------- |
| 20.     | 14 lutego   | 1952 | Oslo              | Gigant      | 2:06,8     | +11,4  | Andrea Mead-Lawrence |
| 3.      | 17 lutego   | 1952 | Oslo              | Zjazd       | 1:47,1     | +1,9   | Trude Jochum-Beiser  |
| 8.      | 20 lutego   | 1952 | Oslo              | Slalom      | 2:10,6     | +5,3   | Andrea Mead-Lawrence |
| 13.     | 27 stycznia | 1956 | Cortina d’Ampezzo | Gigant      | 1:56,5     | +5,0   | Rosa Reichert        |
| 4.      | 30 stycznia | 1956 | Cortina d’Ampezzo | Slalom      | 1:52,3     | +4,5   | Renée Colliard       |
| 4.      | 1 lutego    | 1956 | Cortina d’Ampezzo | Zjazd       | 1:40,7     | +6,6   | Madeleine Berthod    |
| 3.      | 23 lutego   | 1960 | Squaw Valley      | Gigant      | 1:39,9     | +0,3   | Yvonne Rüegg         |
| 10.     | 26 lutego   | 1960 | Squaw Valley      | Slalom      | 1:49,6     | +9,7   | Anne Heggtveit       |

### Mistrzostwa świata
| Miejsce | Dzień       | Rok  | Miejscowość       | Konkurencja | Czas biegu | Strata | Zwyciężczyni         |
| ------- | ----------- | ---- | ----------------- | ----------- | ---------- | ------ | -------------------- |
| 20.     | 14 lutego   | 1952 | Oslo              | Gigant      | 2:06,8     | +11,4  | Andrea Mead-Lawrence |
| 3.      | 17 lutego   | 1952 | Oslo              | Zjazd       | 1:47,1     | +1,9   | Trude Jochum-Beiser  |
| 8.      | 20 lutego   | 1952 | Oslo              | Slalom      | 2:10,6     | +5,3   | Andrea Mead-Lawrence |
| 13.     | 27 stycznia | 1956 | Cortina d’Ampezzo | Gigant      | 1:56,5     | +5,0   | Rosa Reichert        |
| 4.      | 30 stycznia | 1956 | Cortina d’Ampezzo | Slalom      | 1:52,3     | +4,5   | Renée Colliard       |
| 4.      | 1 lutego    | 1956 | Cortina d’Ampezzo | Zjazd       | 1:40,7     | +6,6   | Madeleine Berthod    |
| 3.      | 1 lutego    | 1956 | Cortina d’Ampezzo | Kombinacja  | 9,85       | +2,46  | Madeleine Berthod    |
| 3.      | 23 lutego   | 1960 | Squaw Valley      | Gigant      | 1:39,9     | +0,3   | Yvonne Rüegg         |
| 10.     | 26 lutego   | 1960 | Squaw Valley      | Slalom      | 1:49,6     | +9,7   | Anne Heggtveit       |